# TIM San Marino
TIM San Marino S.p.A. es una empresa de telecomunicaciones enfocada en tecnología y servicios VoIP para el mercado étnico, además de ser el histórico operador de telecomunicaciones de la República de San Marino.
TIM San Marino es propiedad total del Gruppo TIM y tiene su oficina central en la República de San Marino.